# یواس‌اس اسکوال (پی‌سی-۷)
یواس‌اس اسکوال (پی‌سی-۷) (به انگلیسی: USS Squall (PC-7)) یک کشتی بود که طول آن ۱۷۴ فوت (۵۳ متر) بود. این کشتی در سال ۱۹۹۳ ساخته شد.